# Blera ferdinandi
Blera ferdinandi är en tvåvingeart som först beskrevs av Herve-bazin 1914.  Blera ferdinandi ingår i släktet stubblomflugor, och familjen blomflugor. Inga underarter finns listade i Catalogue of Life.